# 項冠副脂䲁
項冠副脂䲁（學名：Paraclinus spectator），為輻鰭魚綱䲁形目脂䲁科副脂䲁屬的一個種，分布於西南大西洋巴西海域，深度1至7公尺，本魚體長，吻部尖，鼻孔、眼上方和頸背有觸鬚，鰓蓋骨有明顯的扁平三角形棘突，背鰭硬棘27-29枚、背鰭軟條0枚、臀鰭硬棘2枚、臀鰭軟條18-20枚，體長可達5.2公分，棲息在水淺的岩礁區，生活習性不明。